# كنيسة القديس أنطون (يافا)
كنيسة القديس أنطون البادواني  (بالعبرية: כנסיית אנטוניוס הקדוש) أو ببساطة كنيسة القديس أنطون، هو الاسم الذي يطلق على كنيسة رومانية كاثوليكية تقع في يافا، في جنوب مدينة تل أبيب الواقعة في وسط إسرائيل.
المعبد مبني علي أسلوب إحياء العمارة القوطية، ويتضمن برج الساعة. سميت الكنيسة على شرف القديس أنطونيو من لشبونة الراهب الفرنسيسكاني، والواعظ واللاهوتي البرتغالي، وهو من قديسي ومعلمي الكنيسة الكاثوليكية.
تم الانتهاء من الهيكل في عام 1932. وتخدم الرعية السكان المسيحيين المحليين من أتباع الكنيسة الرومانية الكاثوليكية القاطنين في يافا إلى جانب العمال الأجانب ومعظمهم من الفلبين العاملين في مدينة تل أبيب؛ وتقام الطقوس الدينية في اللغة العربية والإنجليزية. على الجانب الشمالي للكنيسة تقع مدرسة تيرّاسنطا الثانوية وهي مدرسة كاثوليكية تديرها راهبات الفرنسيسكان.

## أعلام
- نادية حلو